# Karl Franz Georg Albrecht
Karl Franz Georg Albrecht, auch Carl Franz Georg Albrecht (* 19. Mai 1799 in Bodenteich; † 11. Februar 1873 in Hannover) war ein hoher deutscher Verwaltungsbeamter des Königreichs Hannover und Jurist aus der Familie Albrecht.

## Leben

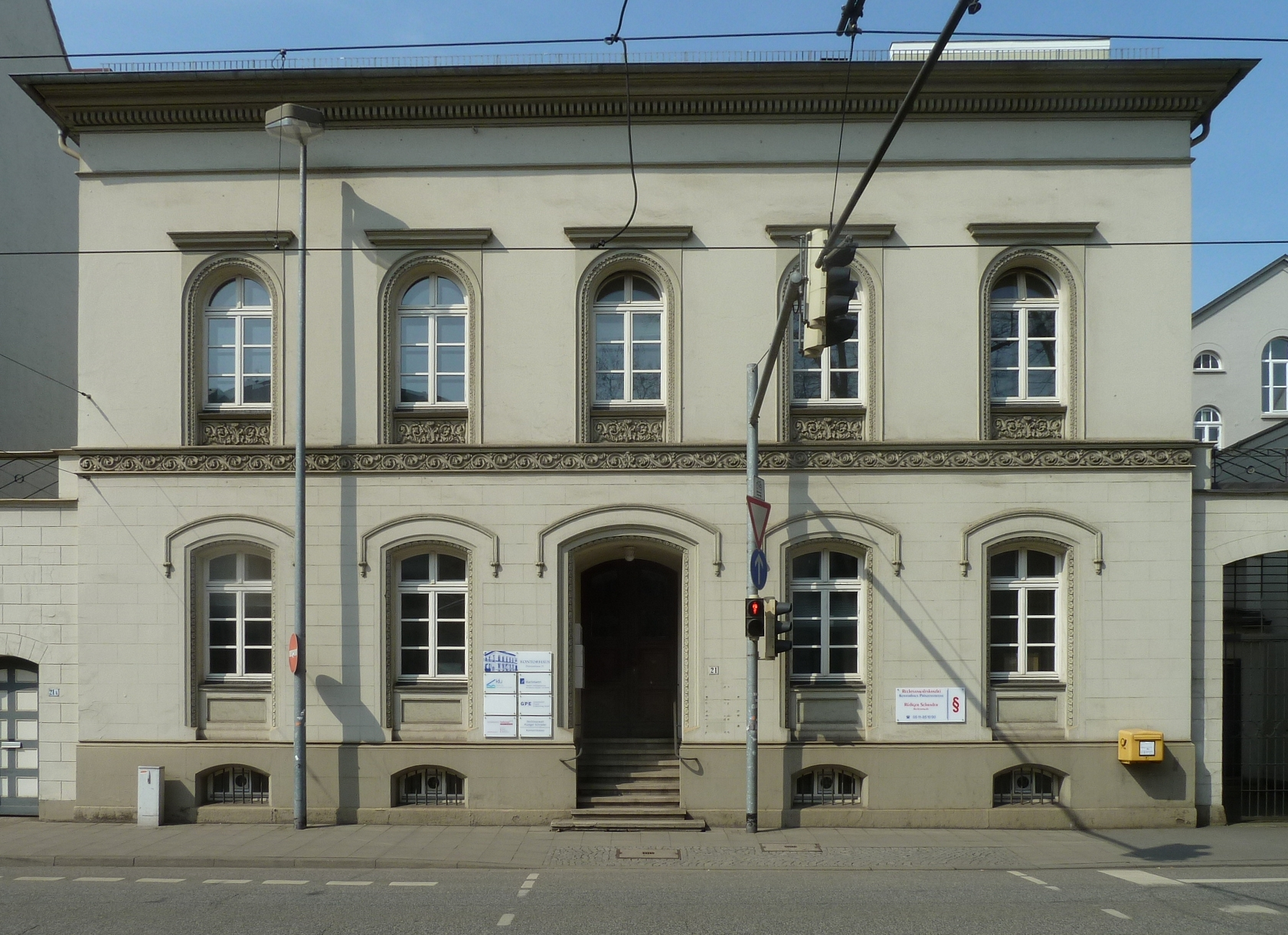
Von Ernst Ebeling für Albrecht bis 1848 errichtetes Wohnhaus Prinzenstraße 21

Albrecht, Sohn des Oberamtmanns Franz August Heinrich Albrecht (1766–1848), studierte ab 1817 an der Georg-August-Universität in Göttingen, 1821 übernahm er seinen ersten Verwaltungsposten als königlich Hannoverscher Amtsauditor zu Syke, wurde 1823 Amtsassessor und 1828 Geheimer Kanzleisekretär im Finanzministerium des Königreichs Hannover. 1841 wurde er zum Hofrat ernannt, am 18. Februar 1843 zum Oberfinanzrat im Ministerium der Finanzen und des Handels und war 1847 Generaldirektor der direkten Steuern und in dieser Funktion bereits außerordentliches Mitglied des Staatsrates unter der Ägide des Ministerpräsidenten und Finanzministers Eduard Graf von Kielmansegg.
1854, im gleichen Jahr, in dem das Königreich Hannover dem Deutschen Zollverein beitrat, wurde Albrecht Generalzolldirektor und in dieser Funktion ordentliches Mitglied des 1856 neugebildeten Hannoverschen Staatsrates.

## Auszeichnungen
Zu seinen Auszeichnungen gehören unter anderem das Kommandeurkreuz 1. Klasse des Welfenordens (1862) und der Preußische Roter Adler-Orden 2. Klasse.